# Tjan
Tjan (fl. XVIII secolo a.C.) è stata una regina egizia della XIII dinastia, consorte del faraone Sobekhotep IV, che regnò per un decennio intorno al 1730/1720 a.C.

Tjan, recante il titolo di "Sposa del re", è nota solamente grazie ad alcuni oggetti. Al British Museum è conservata una perlina (EA59603) recante la dicitura "Sposa del re, Tjan, amata da Hathor, signora di Atfith", mentre al Museo del Louvre si trova uno scarabeo con il suo nome e la sua titolatura e al Museo egizio del Cairo esiste una scatola con l'iscrizione "[...]hotep generato da re Khaneferra e nato dalla sposa del re, Tjan". Il nome del figlio si è conservato solo in parte. "Khaneferra" era il nome regale del faraone oggi noto con il nome di nascita di Sobekhotep IV. Inoltre, il frammento di un vaso in faience nomina esplicitamente sua figlia Nebetiunet. La regina Tjan non compare sui monumenti del regno di Sobekhotep IV: forse lo sposò quando questi era già re da tempo.

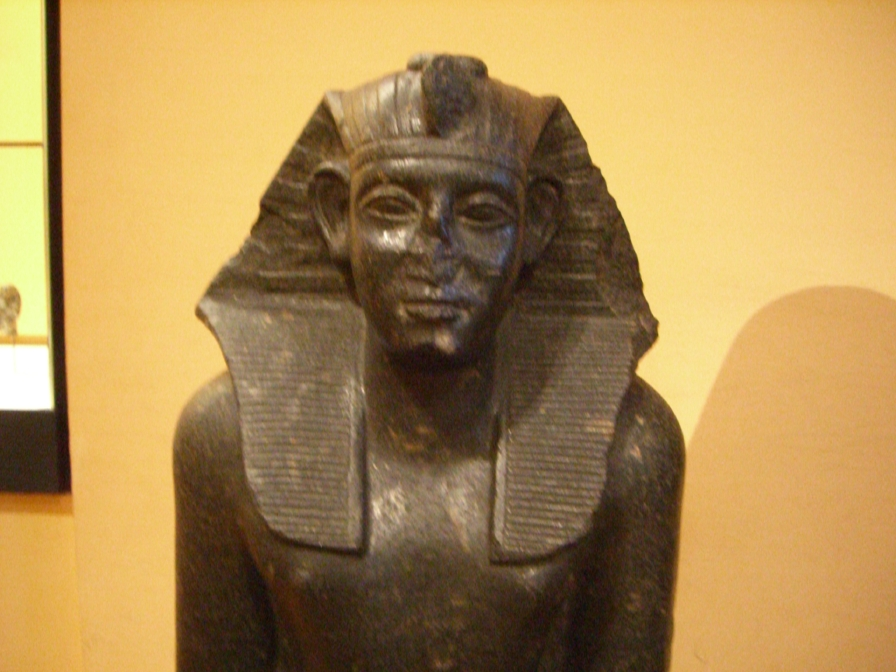
Statua del faraone Sobekhotep IV, consorte di Tjan. Museo del Louvre, Parigi.